# Neumonía eosinofílica
La neumonía eosinofílica  es una enfermedad poco frecuente del aparato respiratorio que se caracteriza por la aparición en los pulmones de infiltrados ricos en eosinófilos y por el aumento anormal del número de eosinófilos en sangre. Aunque se llama neumonía, es un proceso diferente a la neumonía bacteriana o vírica de origen infeccioso mucho más común. 

## Clasificación
Dependiendo de su origen pueden dividirse en dos grupos: de causa conocida y de origen desconocido. Según la evolución se clasifican en agudas (neumonía eosinofílica aguda) o crónicas.

## Fisiopatología
Los eosinófilos son células del sistema inmune que se originan en la médula ósea de donde pasan a la sangre periférica y posteriormente a los diferentes órganos y tejidos, entre ellos el pulmón. Diferentes factores pueden activar los eosinófilos, sobre todo ciertas sustancias (alergenos) que alcanzan las vías respiratorias o algunos parásitos que cruzan el tejido pulmonar en su ciclo de vida como el Ascaris lumbricoides. La activación de los eosinófilos hace que aumente su número y se concentren en el tejido pulmonar donde secretan diferentes sustancias, entre ellas citoquinas.

## Neumonía eosinofílica aguda
Aunque la causa no está totalmente aclarada, se cree que en muchos casos está producida por un fenómeno de hipersensibilidad desencadenado por un antígeno inhalado a través de la inspiración, se han descrito casos por inhalación de heroína, cocaína, marihuana, humo y tricloroetano. En otros ocasiones se debe a la administración de algunos medicamentos como la daptomicina y la nitrofurantoína. 
Se inicia de forma brusca, generalmente en adultos jóvenes sin antecedentes de enfermedad, la edad media de los pacientes es 30 años. Puede evolucionar a insuficiencia respiratoria aguda.

## Neumonía eosinofílica crónica

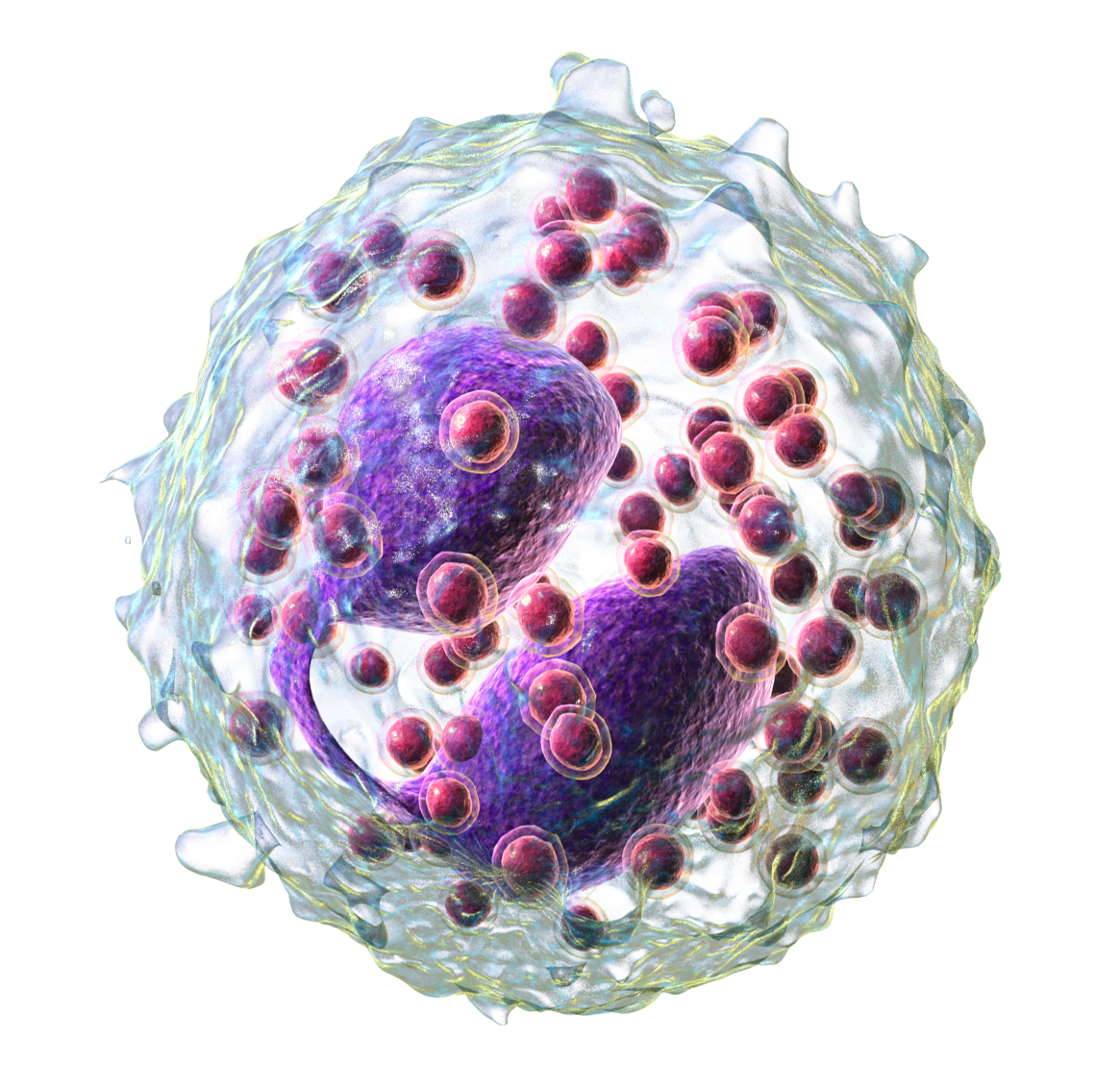
El eosinófilo es una célula producida por la médula ósea de donde pasa a la sangre periférica antes de emigrar a diferentes tejidos.

La causa generalmente es desconocida, se presenta con poca frecuencia, es más habitual en mujeres de edad mediana. Los síntomas principales son tos, fiebre y sensación de falta de aire (disnea) de semanas o meses de evolución. No responde al tratamiento con antibióticos. Para realizar el diagnóstico una prueba muy útil es el lavado broncoalveolar donde se presenta un importante aumento en el porcentaje de eosinófilos, por término medio el 58%.

## Enfermedades relaciónadas
- Síndrome de Löffler. Enfermedad pulmonar que cursa con eosinofilia pulmonar y en sangre periférica, pero con síntomas respiratorios leves o ausentes, el más frecuente es tos seca. En la radiografía aparecen opacidades pulmonares migratorias. La mayor parte de los casos son secundarios a una infección por Ascaris lumbricoides. Se resuelve en un mes, generalmente sin complicaciones.[4]

- Aspergilosis broncopulmonar alérgica. Se produce por una respuesta inmuno-alérgica a diferentes especies de hongos del género aspergillus que colonizan las vías respiratorias y provocan proliferación de eosinófilos que infiltran el tejido pulmonar.[4]

- Eosinofilia tropical pulmonar.[5]

- Síndrome de Churg-Strauss. Es poco frecuente, se caracteriza por vasculitis autoinmune y eosinofilia pulmonar entre otras manifestaciones.